# Fußball-Südamerikameisterschaft der Frauen 2006
Die 5. Fußball-Südamerikameisterschaft der Frauen (spanisch Sudamericano Femenino) fand vom 10. bis 26. November 2006 in der argentinischen Stadt Mar del Plata, Provinz Buenos Aires, statt. Die Spielstätte war das für die Fußball-Weltmeisterschaft 1978 erbaute Estadio José María Minella, in dem alle Spiele ausgetragen wurden. Der Gastgeber Argentinien sicherte sich mit dem 2:0-Sieg über den viermaligen Titelgewinner Brasilien erstmals den Gewinn der Südamerikameisterschaft. Für Brasilien war diese Niederlage zugleich die erste gegen einen südamerikanischen Mitstreiter.
Die Torschützenkönigin wurde die Brasilianerin Cristiane, die während des Turniers 12 Treffer erzielen konnte. Das Turnier war zugleich die südamerikanische Qualifikation für die Fußball-Weltmeisterschaft der Frauen 2007 und die Olympischen Spiele in der Volksrepublik China. Der Südamerikameister und der Zweite qualifizierten sich für die WM-Endrunde, der Südamerikameister direkt für die Olympischen Spiele, während der Zweite gegen den Zweiten der Afrika-Qualifikation ein Entscheidungsspiel in Peking austragen musste.

## Modus
Für das Turnier hatten sich alle zehn Nationalmannschaften der südamerikanischen Konföderation qualifiziert. Die zehn Mannschaften wurden auf zwei Gruppen zu je fünf Mannschaften aufgeteilt. Innerhalb der Gruppen spielte jede Mannschaft einmal gegen jede andere. Die Gruppensieger und Gruppenzweiten qualifizierten sich für die Endrunde, in der jede Mannschaft noch einmal gegen jede andere Mannschaft spielte. Die in der Vorrunde erzielten Punkte und Tore wurden nicht übernommen. Die punktbeste Mannschaft der Endrunde wurde Südamerikameister 2006.

## Teilnehmer
Am Turnier nahmen folgende Mannschaften teil:
| - Gruppe A - Argentinien (Ausrichter) - Chile - Ecuador - Kolumbien - Uruguay | - Gruppe B - Bolivien - Brasilien (Titelverteidiger) - Paraguay - Peru - Venezuela |

## Vorrunde

### Gruppe A
| Pl. | Land        | Sp. | S | U | N | Tore    | Diff. | Punkte |
| --- | ----------- | --- | - | - | - | ------- | ----- | ------ |
| 1.  | Argentinien | 4   | 4 | 0 | 0 | 017:100 | +16   | 12     |
| 2.  | Uruguay     | 4   | 2 | 0 | 2 | 004:400 | ±0    | 06     |
| 3.  | Ecuador     | 4   | 1 | 1 | 2 | 004:500 | −1    | 04     |
| 4.  | Kolumbien   | 4   | 1 | 1 | 2 | 004:110 | −7    | 04     |
| 5.  | Chile       | 4   | 1 | 0 | 3 | 005:130 | −8    | 03     |

|                   |   |           |     |
| 10. November 2006 |   |           |     |
| Chile             | – | Ecuador   | 1:2 |
| Argentinien       | – | Uruguay   | 2:1 |
| 12. November 2006 |   |           |     |
| Kolumbien         | – | Uruguay   | 1:0 |
| Argentinien       | – | Chile     | 8:0 |
| 14. November 2006 |   |           |     |
| Argentinien       | – | Ecuador   | 1:0 |
| Kolumbien         | – | Chile     | 1:3 |
| 16. November 2006 |   |           |     |
| Uruguay           | – | Chile     | 2:1 |
| Ecuador           | – | Kolumbien | 2:2 |
| 18. November 2006 |   |           |     |
| Argentinien       | – | Kolumbien | 6:0 |
| Uruguay           | – | Ecuador   | 1:0 |

### Gruppe B
| Pl. | Land      | Sp. | S | U | N | Tore    | Diff. | Punkte |
| --- | --------- | --- | - | - | - | ------- | ----- | ------ |
| 1.  | Brasilien | 4   | 4 | 0 | 0 | 018:200 | +16   | 12     |
| 2.  | Paraguay  | 4   | 3 | 0 | 1 | 011:700 | +4    | 09     |
| 3.  | Venezuela | 4   | 1 | 1 | 2 | 004:100 | −6    | 04     |
| 4.  | Peru      | 4   | 1 | 0 | 3 | 003:700 | −4    | 03     |
| 5.  | Bolivien  | 4   | 0 | 1 | 3 | 004:140 | −10   | 01     |

|                   |   |           |     |
| 11. November 2006 |   |           |     |
| Bolivien          | – | Venezuela | 1:1 |
| Paraguay          | – | Brasilien | 1:4 |
| 13. November 2006 |   |           |     |
| Peru              | – | Brasilien | 0:2 |
| Bolivien          | – | Paraguay  | 1:5 |
| 15. November 2006 |   |           |     |
| Venezuela         | – | Paraguay  | 1:3 |
| Peru              | – | Bolivien  | 2:1 |
| 17. November 2006 |   |           |     |
| Brasilien         | – | Bolivien  | 6:1 |
| Venezuela         | – | Peru      | 2:0 |
| 19. November 2006 |   |           |     |
| Paraguay          | – | Peru      | 2:1 |
| Brasilien         | – | Venezuela | 6:0 |

## Finalrunde
| Pl. | Land        | Sp. | S | U | N | Tore    | Diff. | Punkte |
| --- | ----------- | --- | - | - | - | ------- | ----- | ------ |
| 1.  | Argentinien | 3   | 2 | 1 | 0 | 004:000 | +4    | 07     |
| 2.  | Brasilien   | 3   | 2 | 0 | 1 | 012:200 | +10   | 06     |
| 3.  | Uruguay     | 3   | 1 | 0 | 2 | 003:100 | −7    | 03     |
| 4.  | Paraguay    | 3   | 0 | 1 | 2 | 002:900 | −7    | 01     |

|                                |   |           |           |
| 22. November 2006 um 15:00 Uhr |   |           |           |
| Argentinien                    | – | Paraguay  | 0:0       |
| 22. November 2006 um 17:15 Uhr |   |           |           |
| Brasilien                      | – | Uruguay   | 6:0 (2:0) |
| 24. November 2006 um 15:00 Uhr |   |           |           |
| Argentinien                    | – | Uruguay   | 2:0 (0:0) |
| 24. November 2006 um 17:15 Uhr |   |           |           |
| Brasilien                      | – | Paraguay  | 6:0 (2:0) |
| 26. November 2006 um 15:00 Uhr |   |           |           |
| Uruguay                        | – | Paraguay  | 3:2 (1:2) |
| 26. November 2006 um 17:15 Uhr |   |           |           |
| Argentinien                    | – | Brasilien | 2:0 (0:0) |

Argentinien wurde erstmals Südamerikameister und qualifizierte sich erstmals für die Olympischen Sommerspiele 2008 und zusammen mit Brasilien für die Weltmeisterschaft 2007. Brasilien gewann anschließend das Entscheidungsspiel in Peking gegen Ghana und konnte ebenfalls an den Olympischen Spielen teilnehmen, wo die Mannschaft im Endspiel den Vereinigten Staaten unterlagen und die Silbermedaille gewann.

## Schiedsrichterinnen
Hauptschiedsrichterinnen
- Estela Álvarez
- Salomé di Iorio
- Florencia Romano
- María Alvarado
- Cándida Colque
- Adriana Correa
- Norma González
- Patricia da Silva
- Alejandra Trucidos
- Marilyn Ángulo

Schiedsrichterassistentinnen
- Aracely Castro
- Ana Paula Oliveira
- Bárbra Bastías
- Rosa Canales
- Estela Ayala
- Cynthia Franco
- Marlene Leyton
- Laura Geymonat